# Турушла
Турушла́ (рос. Турушла, башк. Төрөшлө) — присілок у складі Благовіщенського району Башкортостану, Росія. Входить до складу Ільїно-Полянської сільської ради.
Населення — 351 особа (2010; 357 в 2002).
Національний склад:
- росіяни — 47 %
- башкири — 34 %